# فولودارسك
فولودارسك (بالروسية: Володарск) هي إحدى مدن روسيا في الكيان الفدرالي الروسي نيزني نوفغورود أوبلاست.